# Iguania
Iguania é um clado de répteis da ordem Squamata, geralmente tratada como infraordem.

## Famílias
- Agamidae Spix, 1825
- Chamaeleonidae Rafinesque, 1815
- Corytophanidae Fitzinger, 1843
- Crotaphytidae Smith & Brodie, 1982
- Dactyloidae Fitzinger, 1843
- Hoplocercidae Frost & Etheridge, 1989
- Iguanidae Oppel, 1811
- Leiocephalidae Frost & Etheridge, 1989
- Leiosauridae Frost, Etheridge, Janies & Titus, 2001
- Liolaemidae Frost & Etheridge, 1989
- Opluridae Moody, 1983
- Phrynosomatidae Fitzinger, 1843
- Polychrotidae Fitzinger, 1843
- Tropiduridae Bell, 1843